# Strangalidium chemsaki
Strangalidium chemsaki là một loài bọ cánh cứng trong họ Cerambycidae.